# Aloe armatissima
Aloe armatissima ist eine Pflanzenart der Gattung der Aloen in der Unterfamilie der Affodillgewächse (Asphodeloideae). Das Artepitheton armatissima leitet sich vom Superlativ des lateinischen Wortes armatus für ‚bewehrt‘ ab und verweist auf markanten Zähne am Blattrand.

## Beschreibung

### Vegetative Merkmale
Aloe armatissima wächst einzeln, ist stammlos oder bildet einen kurzen, niederliegenden Stamm aus. Die zehn bis 14 lanzettlichen Laubblätter bilden dichte Rosetten. Die glauk-grüne Blattspreite ist 30 bis 50 Zentimeter lang und 9 bis 17 Zentimeter breit. Auf ihr befinden sich häufig zahlreiche hellere Flecken. Die braun gespitzten Zähne am Blattrand sind etwa 5 Millimeter lang und stehen 6 bis 17 Millimeter voneinander entfernt.

### Blütenstände und Blüten
Der aufrechte Blütenstand besteht aus vier bis acht Zweigen, manchmal sind bis zu 27 Zweige vorhanden, und erreicht eine Länge von bis zu 170 Zentimeter. Die ziemlich dichten, zylindrischen Trauben sind 25 bis 55 Zentimeter lang. Die lanzettlichen Brakteen weisen eine Länge von 10 bis 12 Millimeter auf und sind 5 bis 7 Millimeter breit. Die gelben oder selten roten Blüten stehen an 6 bis 8 Millimeter langen Blütenstielen. Die Blüten sind etwa 38 Millimeter lang und an ihrer Basis kurz verschmälert. Auf Höhe des Fruchtknotens weisen die Blüten einen Durchmesser von 6 bis 7 Millimeter auf. Darüber sind sie kaum verengt. Ihre äußeren Perigonblätter sind auf einer Länge von 22 Millimetern nicht miteinander verwachsen. Die Staubblätter und der Griffel ragen 3 bis 4 Millimeter aus der Blüte heraus.

## Systematik und Verbreitung
Aloe armatissima kommt im Westen Saudi-Arabiens in Wäldern auf Granit vor.
Die Erstbeschreibung durch John Jacob Lavranos und  Iris Sheila Collenette wurde im Jahr 2000 veröffentlicht.

## Nachweise